# Escape Dead Island
Escape Dead Island est un jeu vidéo de type survival horror développé par Fatshark et édité par Deep Silver, sorti en 2014 sur Windows, PlayStation 3 et Xbox 360.
Il s'agit d'un jeu dérivé de la série Dead Island proposant des graphismes en cel shading.

## Accueil
- Gameblog : 3/10[1]
- Jeuxvideo.com : 12/20[2]